# Bedeutende Persönlichkeiten
Unter dem Namen Bedeutende Persönlichkeiten gab die Deutsche Post der DDR von 1973 bis 1981 jährlich und dann nochmals 1987 sowie 1989 eine 12 Ausgaben umfassende Serie von Einzelmarken und Sätzen heraus, die im Offsetdruckverfahren gedruckt wurde. Die in Sätzen mit verschiedenen Nominalen erschienenen Ausgaben enthielten jeweils einen Wert in deutlich reduzierter Auflage (sog. Sperrwert). Dargestellt wurden Persönlichkeiten aus dem deutschsprachigen Raum, um deren Geburts- oder Todestagsjubiläen bzw. den Gedenktag zu würdigen.
Diese Serie kann als Nachfolge der von 1967 bis 1972 ausgegebenen Reihe Berühmte Persönlichkeiten angesehen werden.
Der Lipsia-Katalog der DDR unterscheidet nicht und verbindet beide Serien als Bedeutende Persönlichkeiten. Hier wurde die Beschreibung des Michel-Katalogs gewählt.

## Liste der Ausgaben und Motive
Legende
- Bild: Eine bearbeitete Abbildung der genannten Marke. Das Verhältnis der Größe der Briefmarken zueinander ist in diesem Artikel annähernd maßstabsgerecht dargestellt. Sollten keine Marken abgebildet sein, liegt es daran, dass das Urheberrecht des Künstlers noch nicht erloschen ist.
- Beschreibung: Eine Kurzbeschreibung des Motivs und/oder des Ausgabegrundes. Bei ausgegebenen Serien oder Blocks werden die zusammengehörigen Beschreibungen mit einer Markierung versehen eingerückt.
- Wert: Der Frankaturwert der einzelnen Marke in Pfennig. Ein „+“ bedeutet, dass es sich um eine Zuschlagsmarke handelt (= Frankaturwert + Spende).
- Ausgabedatum: Das Datum des erstmaligen Verkaufs dieser Briefmarke.
- Auflage: Soweit bekannt, wird hier die zum Verkauf angebotene Anzahl dieser Ausgabe angegeben.
- Entwurf: Soweit bekannt, wird hier angegeben, von wem der Entwurf dieser Marke stammt.
- Mi.-Nr.: Diese Briefmarke wird im Michel-Katalog unter der entsprechenden Nummer gelistet.

| Bild | Beschreibung | Wert | Ausgabe- datum   | Auflage    | Entwurf            | Mi.-Nr. |
|      | Bedeutende Persönlichkeiten (I) - Michelangelo Merisi da Caravaggio (1571–1610), Maler                                                                                      | 5    | 23. Januar 1973  | 1.900.000  | Gerhard Stauf      | 1815    |
|      | - Friedrich Wolf (1888–1953), Dramatiker und Filmautor | 10   | 23. Januar 1973  | 6.000.000  | Gerhard Stauf      | 1816    |
|      | - Max Reger (1873–1916), Komponist | 20   | 23. Januar 1973  | 6.000.000  | Gerhard Stauf      | 1817    |
|      | - Max Reinhardt (1873–1943), Theaterleiter | 25   | 23. Januar 1973  | 5.000.000  | Gerhard Stauf      | 1818    |
|      | - Johannes Dieckmann (1893–1969), Politiker | 35   | 23. Januar 1973  | 5.000.000  | Gerhard Stauf      | 1819    |
|      | Bedeutende Persönlichkeiten (II) - Gustav Robert Kirchhoff (1824–1887), Physiker                                                                                            | 5    | 26. März 1974    | 7.000.000  | Gerhard Stauf      | 1941    |
|      | - Immanuel Kant (1724–1804), Philosoph | 10   | 26. März 1974    | 7.000.000  | Gerhard Stauf      | 1942    |
|      | - Ehm Welk (1884–1966), Schriftsteller | 20   | 26. März 1974    | 10.000.000 | Gerhard Stauf      | 1943    |
|      | - Johann Gottfried von Herder (1744–1803), Schriftsteller, Philosoph und Theologe                                                                                           | 25   | 26. März 1974    | 5.000.000  | Gerhard Stauf      | 1944    |
|      | - Lion Feuchtwanger (1884–1958), Schriftsteller | 35   | 26. März 1974    | 2.000.000  | Gerhard Stauf      | 1945    |
|      | Bedeutende Persönlichkeiten (III) - Hans Otto (1900–1933), Schauspieler | 5    | 18. März 1975    | 4.500.000  | Gerhard Stauf      | 2025    |
|      | - Thomas Mann (1875–1955), Schriftsteller und Nobelpreisträger | 10   | 18. März 1975    | 15.000.000 | Gerhard Stauf      | 2026    |
|      | - Albert Schweitzer (1875–1965), Missionsarzt, Theologe, Musiker und Nobelpreisträger                                                                                       | 20   | 18. März 1975    | 7.000.000  | Gerhard Stauf      | 2027    |
|      | - Michelangelo (1475–1564), Bildhauer, Maler, Baumeister und Dichter | 25   | 18. März 1975    | 4.000.000  | Gerhard Stauf      | 2028    |
|      | - André-Marie Ampère (1775–1836), Mathematiker und Physiker | 35   | 18. März 1975    | 2.000.000  | Gerhard Stauf      | 2029    |
|      | Bedeutende Persönlichkeiten (IV) - Arnold Zweig (1887–1968), Schriftsteller, im Hintergrund Ausspruch                                                                       | 10   | 8. Februar 1977  | 15.000.000 | Gerhard Stauf      | 2199    |
|      | - Otto von Guericke (1602–1686), Staatsmann und Physiker, im Hintergrund Magdeburger Halbkugeln                                                                             | 20   | 8. Februar 1977  | 8.000.000  | Gerhard Stauf      | 2200    |
|      | - Albrecht Daniel Thaer (1752–1828), Arzt und Landwirt, im Hintergrund landwirtschaftliche Symbole                                                                          | 35   | 8. Februar 1977  | 4.500.000  | Gerhard Stauf      | 2201    |
|      | - Gustav Hertz (1887–1975), Physiker und Nobelpreisträger, im Hintergrund Teil eines Schemas einer Anlage zur Trennung von Isotopen durch Diffusion                         | 40   | 8. Februar 1977  | 2.100.000  | Gerhard Stauf      | 2202    |
|      | Bedeutende Persönlichkeiten (V) - Carl Friedrich Gauß (1777–1855), Mathematiker, Astronom und Physiker, im Hintergrund Siebzehneck mit Zirkel und gleichschenkligem Dreieck | 20   | 19. April 1977   | 8.000.000  | Gerhard Stauf      | 2215    |
|      | Bedeutende Persönlichkeiten (VI) - Justus von Liebig (1803–1873), Chemiker und Naturforscher, im Hintergrund Symbole der Agrikulturchemie                                   | 5    | 18. Juli 1978    | 5.000.000  | Gerhard Stauf      | 2336    |
|      | - Joseph Dietzgen (1828–1888), Philosoph, im Hintergrund Buchtitel | 10   | 18. Juli 1978    | 15.000.000 | Gerhard Stauf      | 2337    |
|      | - Alfred Döblin (1878–1957), Schriftsteller, im Hintergrund Buchtitel | 15   | 18. Juli 1978    | 4.500.000  | Gerhard Stauf      | 2338    |
|      | - Hans Loch (1898–1960), Politiker, im Hintergrund Namenszug | 20   | 18. Juli 1978    | 8.000.000  | Gerhard Stauf      | 2339    |
|      | - Theodor Brugsch (1878–1963), Internist, im Hintergrund Schnittzeichnung eines Menschen und EKG                                                                            | 25   | 18. Juli 1978    | 5.000.000  | Gerhard Stauf      | 2340    |
|      | - Friedrich Ludwig Jahn (1778–1852), Begründer der deutschen Turnbewegung, im Hintergrund Turner                                                                            | 35   | 18. Juli 1978    | 4.500.000  | Gerhard Stauf      | 2341    |
|      | - Albrecht von Graefe (1828–1870), Augenarzt, im Hintergrund Instrumente der Augenheilkunde                                                                                 | 70   | 18. Juli 1978    | 2.100.000  | Gerhard Stauf      | 2342    |
|      | Bedeutende Persönlichkeiten (VII) - Otto Hahn (1879–1968), Chemiker und Nobelpreisträger, im Hintergrund Formel der Kernspaltung von Atomen                                 | 5    | 20. März 1979    | 5.000.000  | Gerhard Stauf      | 2406    |
|      | - Max von Laue (1879–1960), Physiker und Nobelpreisträger, im Hintergrund Laue-Diagramm der Zinkblende                                                                      | 10   | 20. März 1979    | 16.000.000 | Gerhard Stauf      | 2407    |
|      | - Carl Arthur Scheunert (1879–1957), Physiologe, im Hintergrund Symbol für Ernährungsforschung                                                                              | 20   | 20. März 1979    | 8.000.000  | Gerhard Stauf      | 2408    |
|      | - Friedrich August Kekulé von Stradonitz (1829–1896), Chemiker, im Hintergrund Formel des Benzolrings                                                                       | 25   | 20. März 1979    | 4.000.000  | Gerhard Stauf      | 2409    |
|      | - Georg Forster (1754–1794), Natur- und Völkerkundler, im Hintergrund Forschungsschiff Resolution von James Cook                                                            | 35   | 20. März 1979    | 4.500.000  | Gerhard Stauf      | 2410    |
|      | - Gotthold Ephraim Lessing (1729–1781), Dichter und Philosoph, im Hintergrund Titelblatt zu Nathan der Weise                                                                | 70   | 20. März 1979    | 2.000.000  | Gerhard Stauf      | 2411    |
|      | Bedeutende Persönlichkeiten (VIII) - Johann Wolfgang Döbereiner (1780–1849), Chemiker, im Hintergrund Döbereiner–Feuerzeug                                                  | 5    | 26. Februar 1980 | 5.000.000  | Gerhard Stauf      | 2492    |
|      | - Frédéric Joliot-Curie (1900–1958), Chemiker und Nobelpreisträger, im Hintergrund Atommodell, Friedenstaube                                                                | 10   | 26. Februar 1980 | 16.000.000 | Gerhard Stauf      | 2493    |
|      | - Johann Friedrich Naumann (1780–1857), Ornithologe, im Hintergrund Rötelfalke                                                                                              | 20   | 26. Februar 1980 | 8.000.000  | Gerhard Stauf      | 2494    |
|      | - Alfred Wegener (1880–1930), Geophysiker und Meteorologe, im Hintergrund Karte der Kontinentaldrift im Eozän                                                               | 25   | 26. Februar 1980 | 4.000.000  | Gerhard Stauf      | 2495    |
|      | - Carl von Clausewitz (1780–1831), General und Philosoph, im Hintergrund Buchtitel Vom Kriege                                                                               | 35   | 26. Februar 1980 | 4.500.000  | Gerhard Stauf      | 2496    |
|      | - Helene Weigel (1900–1971), Schauspielerin und Intendantin, im Hintergrund Gebäude des Berliner Ensemble                                                                   | 70   | 26. Februar 1980 | 2.000.000  | Gerhard Stauf      | 2497    |
|      | Bedeutende Persönlichkeiten (IX) - Heinrich Barkhausen (1881–1956), Elektrotechniker, im Hintergrund Barkhausensche Röhrenformel                                            | 10   | 5. Mai 1981      | 16.000.000 | Gerhard Stauf      | 2603    |
|      | - Johannes Robert Becher (1891–1958), Schriftsteller und Dichter, im Hintergrund Vers aus dem Werk Jahrhundert                                                              | 20   | 5. Mai 1981      | 8.000.000  | Gerhard Stauf      | 2604    |
|      | - Richard Dedekind (1831–1916), Mathematiker, im Hintergrund Formel des Dedekindschen Schnittes                                                                             | 25   | 5. Mai 1981      | 2.000.000  | Gerhard Stauf      | 2605    |
|      | - Georg Philipp Telemann (1681–1767), Komponist, im Hintergrund Notenblatt                                                                                                  | 35   | 5. Mai 1981      | 3.500.000  | Gerhard Stauf      | 2606    |
|      | - Adelbert von Chamisso (1781–1838), Dichter und Naturforscher, im Hintergrund Zweige des Kalifornischen Kappenmohns                                                        | 50   | 5. Mai 1981      | 3.500.000  | Gerhard Stauf      | 2607    |
|      | - Wilhelm Raabe (1831–1910), Dichter und Erzähler, im Hintergrund Buchtitel Die Chronik der Sperlingsgasse                                                                  | 70   | 5. Mai 1981      | 3.500.000  | Gerhard Stauf      | 2608    |
|      | Bedeutende Persönlichkeiten (X) - Ludwig Uhland (1787–1862), Dichter und Germanist                                                                                          | 10   | 5. Mai 1987      | 8.000.000  | Manfred Gottschall | 3091    |
|      | - Arnold Zweig (1887–1968), Schriftsteller | 20   | 5. Mai 1987      | 8.000.000  | Manfred Gottschall | 3092    |
|      | - Gerhart Hauptmann (1862–1946), Dichter, Dramatiker und Nobelpreisträger                                                                                                   | 35   | 5. Mai 1987      | 3.500.000  | Manfred Gottschall | 3093    |
|      | - Gustav Hertz (1887–1975), Physiker und Nobelpreisträger | 50   | 5. Mai 1987      | 2.100.000  | Manfred Gottschall | 3094    |
|      | Bedeutende Persönlichkeiten (XI) - Ludwig Renn (1889–1979), Schriftsteller                                                                                                  | 10   | 28. Februar 1989 | 8.000.000  | Manfred Gottschall | 3230    |
|      | - Carl von Ossietzky (1889–1938), Publizist und Nobelpreisträger | 10   | 28. Februar 1989 | 32.000.000 | Manfred Gottschall | 3231    |
|      | - Adam Scharrer (1889–1948), Schriftsteller | 10   | 28. Februar 1989 | 8.000.000  | Manfred Gottschall | 3232    |
|      | - Rudolf Mauersberger (1889–1971), Kantor der Dresdner Kreuzkirche und Komponist                                                                                            | 10   | 28. Februar 1989 | 8.000.000  | Manfred Gottschall | 3233    |
|      | - Johann Beckmann (1739–1811), Ökonom | 10   | 28. Februar 1989 | 8.000.000  | Manfred Gottschall | 3234    |
|      | Bedeutende Persönlichkeiten (XII) - Friedrich Adolph Wilhelm Diesterweg (1790–1866), Pädagoge                                                                               | 10   | 20. März 1990    | 8.000.000  | Detlef Glinski     | 3320    |
|      | - Kurt Tucholsky (1890–1935), Schriftsteller | 10   | 20. März 1990    | 8.000.000  | Detlef Glinski     | 3321    |